# Stanislas Devaud
Pour les articles homonymes, voir Devaud.
Stanislas Devaud, né le 15 mai 1896 à Péage-de-Roussillon (Isère) et mort le 28 juin 1963 à Neuilly-sur-Seine (Hauts-de-Seine), est un professeur de philosophie et homme politique français, député d'Algérie de 1936 à 1942.

## Biographie
Stanislas Séraphin Augustin Devaud est le fils de Joseph Georges Devaud, employé de soierie, et Marie Joséphine Goubin.
Lorsque la Première Guerre mondiale éclate, il est engagé volontaire en novembre 1914 au sein du 22e régiment d'infanterie coloniale (22e RIC). Le 30 septembre 1915, il est grièvement blessé à Massiges par shrapnel au genou droit. Il est cité à l'ordre de l'armée, décoré de la médaille militaire et de la croix de guerre avec palme.
Après la guerre, pensionné pour invalidité depuis le 1er juillet 1917, il reprend ses études à Paris. Alors qu'il est surveillant au lycée Janson-de-Sailly, il rencontre Augustin Ibazizen, surveillant comme lui, avec qui il se lie d'amitié et qu'il reverra ensuite aux Croix-de-Feu puis au Parti social français (PSF).
Agrégé de philosophie en 1922, il est nommé l'année suivante au lycée de Constantine, en Algérie.
Membre à la fois des Croix-de-Feu du colonel de la Rocque et des Jeunesses patriotes, il échoue de peu aux élections législatives de 1932. Il est élu en 1936 député de Constantine. Il milite ensuite au Parti social français (PSF), qui a pris la suite des Croix de Feu.
Le 10 juillet 1940, il vote les pleins pouvoirs au maréchal Pétain, et entre en 1941 au Conseil national de Vichy. En 1943, il reprend l'enseignement, à Saint-Maur, puis à Neuilly, jusqu'à sa retraite en 1961.
Il abandonne toute participation à la vie politique. En revanche, c'est son épouse, Marcelle Devaud, qui entreprend une carrière parlementaire, comme sénatrice de la Seine de 1946 à 1958, puis comme députée de la Seine de 1958 à 1962.
Il meurt le 28 juin 1963 à Neuilly-sur-Seine.

## Distinctions
- Chevalier de la Légion d'honneur (1940)[1]
- Médaille militaire (1919)[1]
- Croix de guerre 1914–1918, palme de bronze (1919)[1]
- Croix du combattant volontaire 1914–1918 (1935)[1]
- Insigne des blessés militaires

## Sources
- « Stanislas Devaud », dans le Dictionnaire des parlementaires français (1889-1940), sous la direction de Jean Jolly, PUF, 1960 [détail de l’édition]